# Ronald Pofalla
Ronald Pofalla, né le 15 mai 1959 à Weeze, en Rhénanie-du-Nord-Westphalie, est un homme politique allemand membre de l'Union chrétienne-démocrate d'Allemagne (CDU).
Il devient secrétaire général fédéral par intérim de la CDU en 2005, à la suite de l'élection de Volker Kauder à la présidence du groupe CDU/CSU au Bundestag, et est confirmé par le congrès du parti en 2006. Il renonce à ce poste en 2009, à la suite de sa nomination comme Directeur de la chancellerie fédérale. Il renonce à ces responsabilités à l'issue de son mandat, en 2013.

## Éléments personnels

### Formation et vie professionnelle
Il obtient son certificat général de l'enseignement secondaire (mittlere Reife) en 1975, puis son diplôme d'accès à l'université des sciences appliquées (Fachhochschulreife) deux ans plus tard, en 1977. Cette même année, il intègre la Fachhochschule Düsseldorf pour étudier le métier d'assistant social.
Diplômé en 1981, il débute alors des études supérieures de droit à l'Université de Cologne. Il passe son premier examen juridique d'État en 1987, puis occupe un poste de stagiaire au tribunal régional de Clèves. Il réussit son second examen juridique d'État en 1991 et devient avocat.

### Vie privée
Ronald Pofalla est marié et appartient à l'Église évangélique de Rhénanie.

## Activités politiques

### Comme membre de la CDU
En 1975, alors âgé de 16 ans, il rejoint l'Union chrétienne-démocrate d'Allemagne (CDU). Onze ans plus tard, il est élu président de la Junge Union, organisation de jeunesse du parti, en Rhénanie-du-Nord-Westphalie. Il quitte cette fonction en 1992 et se voit remplacé par Norbert Röttgen.
L'année précédente, il avait été élu président de la CDU dans l'arrondissement de Clèves, et a détenu ce poste jusqu'en 2007. Depuis 2000, il préside le parti dans la région Niederrhein, en Rhénanie-du-Nord-Westphalie.
Il est nommé secrétaire général par intérim le 5 décembre 2005 en remplacement de Volker Kauder, puis se voit confirmé dans ses fonctions par 80,7 % des voix lors du 20e congrès fédéral de la CDU, le 27 novembre 2006. Il a démissionné le 28 octobre 2009, à la suite de son entrée au gouvernement fédéral.

### Au niveau institutionnel
Désigné président du groupe CDU à l'assemblée municipale de Weeze en 1979, il est élu député fédéral de Rhénanie-du-Nord-Westphalie au Bundestag au scrutin du 2 décembre 1990 et renonce à ses fonctions municipales deux ans plus tard. Il n'occupe aucune fonction particulière jusqu'à sa nomination comme conseiller juridique (justiziar) du groupe CDU/CSU au Bundestag en 2004. En 2006, il devient vice-président du groupe, chargé de l'Économie et du Travail.
Le 28 octobre 2009, Ronald Pofalla est nommé directeur de la chancellerie fédérale d'Allemagne, avec rang de ministre fédéral avec attributions spéciales, dans la coalition noire-jaune conduite par Angela Merkel, dont il fait office de bras droit. Réélu au Bundestag aux élections fédérales du 22 septembre 2013, il décide de se consacrer à sa famille et demande à ne pas être reconduit dans le cabinet Merkel III. Le 17 décembre, Peter Altmaier le remplace.